# Spotted saddle horse
Spotted Saddle Horse är en relativt ny hästras, framavlad i USA under de senaste 100 åren, men dock är de baserade på de hästar som fördes till Amerika av de spanska conquistadorerna under 1500- och 1600-talet. Rasen, som alltid måste vara skäckfärgad, dvs fläckig med fält i vit och antingen svart, brun eller fux, är ofta "gaited", dvs den har två extra gångarter som man visar upp under uppvisningar och registreringar. Spotted Saddle Horse avlades främst fram för ridning och uppvisning och de är vackra och har ett lugnt och arbetsvilligt temperament.

## Historia
Spotted Saddle Horse är en hästras som har avlats fram enbart under de senaste 100 åren genom korsningar av den skäckfärgade Pinton och den "gaitade" Tennesse Walking-hästen som är berömd för sina extra gångarter. Resultatet har blivit en häst som både uppvisar de speciella gångarterna och färgerna och som även är mycket bekväm att rida.
Bakgrunden till dessa hästar ligger dock flera hundra år tillbaka och idén för att avla fram rasen är baserade på de hästar som först fördes till Amerika från 1400-talets slut till 1600-talet efter Christopher Columbus upptäckt av landet. De hästar som fördes till Amerika av de spanska conquistadorerna var de berömda spanska hästarna och den spanska jenneten. Dessa hästar visade ofta upp en rad olika färger bland annat den fläckiga skäckfärgen och även den prickiga tigrerade färgen. Dessa hästar var även kända för sina naturliga och mycket bekväma gångarter. De spanska hästarna skulle sedan ligga i grunden till alla dagens Nord- och Sydamerikanska hästraser, varav många av dessa även uppvisar extra gångarter. Under amerikanska inbördeskriget var de fläckiga, "gaitade" hästraserna mycket populära.
För att föda fram dessa hästar återigen och verkligen fastställa färgen och gångarterna har man de senaste 100 åren artificiellt framavlat denna ras med korsningarna mellan Pinton och Tennessee Walkern. Rasen påminner mycket om Tennessee Walking-hästen i exteriören och med de nedärvda extra gångarterna, men man fick fläckiga, skäckfärgade hästar som resultat. Hästrasen avlades näst intill fram för uppvisningssyfte men den skulle även vara bekväm att rida och vara lättskolad.

## Egenskaper

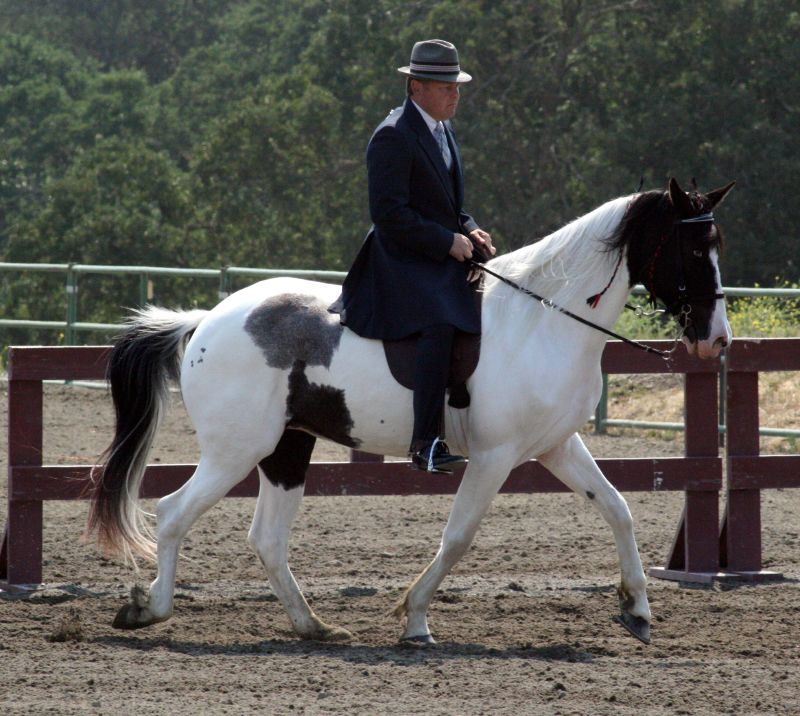
Spotted Saddle Horse är en mycket vacker hästras. Hästarna har ofta extra gångarter och är utmärkta som ridhästar och till uppvisningar.

Förutom dess karaktäristiska utseende som man säger är en lite kraftigare variant av Tennessee walking horse, samt den fläckiga skäckfärgen, så utmärks hästen av sina extra gångarter. Flat foot walk och Show pleasure. Flat Walk påminner mycket om den spanska skritten där hästen glider fram i en gångstil med högt lyfta knän. Show Pleasure påminner mycket om tölt fast med högt lyfta framben.
Hästen visas upp på speciella shower, första gången som fyraåring där de visas i de två gångarterna, samlad galopp och att hästen ska rygga, dvs backa. Galoppen måste vara jämn och lugn och hästen får absolut inte kasta med huvudet under hela tiden. Ryggningen ska vara rak och utan en enda paus eller tvekan.
Under showerna tittar man dessutom på hästarnas färger. Det ska finnas tydliga prickar eller runda fläckar någonstans på hästens kropp och hästen ska ha en tvåfärgad svans. Öronen ska ha något inåtvända toppar och ögonen ska spegla det lugn som hästarna ska ha som viktigaste egenskap.